# Ulrich Schatte
Ulrich Schatte, Deckname Wurich, ist ein deutscher ehemaliger Spion der Militärischen Aufklärung der Nationalen Volksarmee und Offizier der Reserve der Bundeswehr.

## Leben
Schatte war zwischen 1969 und 1990 für die Militärischen Aufklärung der Nationalen Volksarmee tätig. Er verriet Übungsunterlagen der Übungen WINTEX, CIMEX und REFORGER der NATO und Maßnahmen zur Mobilmachung. Außerdem spähte er mit der Mittelstreckenrakete vom MGM-31 Pershing ausgestattete Truppenteile der Streitkräfte der Vereinigten Staaten aus. Er trug den Decknamen Wurich. Das Oberlandesgericht Stuttgart verurteilte ihn zu drei Jahren und drei Monaten Freiheitsstrafe wegen geheimdienstlicher Agententätigkeit.